# Blå Kors
Blå Kors er en kirkelig, social organisation som tilbyder støtte, rådgivning og behandling til alkoholafhængige og deres familier.
Blåbåndsideen blev født i USA. En alkoholiseret restauratør, Francis Murphy, kom i fængsel for ulovligt salg af spiritus, blev kristen og samlede, da han var blevet løsladt, millioner af mennesker for ideen om afholdenhed. Blåbåndbevægelsen spredte sig over hele verden. I Schweiz fik den navnet på Blå Kors i lighed med Røde Kors.
Blå Kors i Danmark blev stiftet den 1. februar 1895 på baggrund af præsten Louis-Lucien Rochat arbejde i Schweiz siden 1877. Fra Blå Kors' start var afholdenhed midlet, næst efter Guds ord, til at hjælpe og redde mennesker, der var kommet i nød på grund af alkohol. 
I 2001 vedtog et flertal af medlemmerne på Blå Kors' landsmøde, at foreningen ikke længere skulle være en afholdsforening. 
I dag arbejder Blå Kors Danmark for at hjælpe udsatte mennesker i Danmark, som eksempelvis hjemløse, misbrugere og deres børn. Blå Kors driver blandt andet væresteder, bo- og behandlingstilbud, pensionater for hjemløse, alkoholrådgivning, hjælp til unge fra familier med misbrug (TUBA) og støttetilbud til familier (Barnets Blå Hus).   
Derudover driver Blå Kors også knap 60 genbrugsbutikker.  